# Хуго Мајзл
Хуго Мајзл (Малешов, 16. новембар 1881 — Беч, 17. фебруар 1937), брат новинара Вилија Мајзла, био је вишејезични фудбалски тренер чувеног аустријског „Вундертима” раних 1930-их, као и судија.

## Детињство
Мајзл је рођен у јеврејској породици у Бохемији, а почео је као банкарски службеник након што се преселио у Беч 1893. године, али је убрзо развио интересовање за фудбал, играјући као крило. У својим раним тридесетим, након кратке играчке каријере, запослио се као администратор у Аустријском фудбалском савезу, доспевши до позиције генералног секретара. На Олимпијским играма 1912. у Стокхолму, Мајзл се појавио као судија утакмице. Претходно је судио прву међународну утакмицу између Мађарске и Енглеске 10. јуна 1908.

## Интересовање за фудбал
Мајзлов ентузијазам за игру резултирао је развојем централноевропског клупског турнира: Митропа куп, развојем Централноевропског међународног купа и развојем професионалног лигашког фудбала у Аустрији 1924. Његово интересовање за фудбал довело га је до тога да развије пријатељства широм Европе, посебно са Виториом Поцом у Италији и Хербертом Чапманом у Енглеској. Други енглески тренер, Џими Хоган, који је радио у Бечу, помогао је Мајзлу да развије технику за отклањање дугих додавања и стављање нагласка на земљу.

## Аустријски 'Вундертим'
Мајзл је постао селектор аустријске репрезентације 1913. заједно са Хајнрихом Речуријем, преузимајући пуну контролу 1919. и надгледајући њихов успон до истакнутости касних 1920-их и раних 1930-их. Низ од 14 утакмица без пораза аустријске репрезентације од 12. априла 1931. до 7. децембра 1932. ставио је Аустријанце на чело међународног фудбала; поразили су већину својих европских ривала. Међу њиховим играчима је био Матијас Синделар, човек од папира, 'Дер Папиерен', познат по својој способности да прође поред грубих дефанзиваца. Аустријанци су 11. фебруара 1934. победили Италију у Торину са 4-2 (3-0 на полувремену) у такмичењу Централноевропског међународног купа : пораз који је означио крај међународне каријере италијанског капитена Умберта Калигариса и с правом је донео Аустрији звање једног од фаворита за Светско првенство 1934.

## Светско првенство 1934.
Током тог турнира Аустрија је обновила ривалство са суседима Мађарском у утакмици у којој је један играч искључен, досуђен пенал за Мађарску и повреду Јохана Хорвата која га је искључила из полуфиналне утакмице против Италије. Италијани су победили у тој утакмици, а највећи разлог томе су рани гол и очајна одбрана која је обезбедила домаћину победу у финалу. Један погодак је такође раздвојио стране у мечу за златну медаљу на Летњим олимпијским играма 1936. у Берлину. Друга утакмица је једини пут да се Аустрија такмичила у међународном фудбалском финалу.

## Смрт
Мајзл је умро након што је доживео срчани удар 1937.